# ستاره قطبی
ستارهٔ قطبی (به انگلیسی: Polaris star) یا ستارهٔ شمالی ستاره‌ای است که بسیار نزدیک به امتداد محور زمین بر کرهٔ سماوی باشد، و جهت شمال (در نیمکرهٔ شمالی) را نشان می‌دهد و ستاره‌ای است که موقعیت محلش نسبت به ناظر ساکن روی زمین تغییر نمی‌کند. در حال حاضر این موقعیت از آن ستارهٔ جُدَی است که با قدر ظاهری ۲٫۱ درخشان‌ترین ستارهٔ صورت فلکی خرس کوچک (دب اصغر) است، اما به دلیل حرکت تقدیمی زمین این مکان تغییر می‌کند. در ۴٬۰۰۰ سال پیش ستارهٔ قطبی ستاره اتا آبمار بود، ۳٬۰۰۰ سال پیش ستارهٔ قطبی ستارهٔ آلفا اژدها، ۱۶٬۵۰۰ سال پیش ستارهٔ دلتای ماکیان، و در سال ۱۴٬۰۰۰ میلادی ستارهٔ قطبی ستارهٔ آلفا شلیاق خواهد بود.

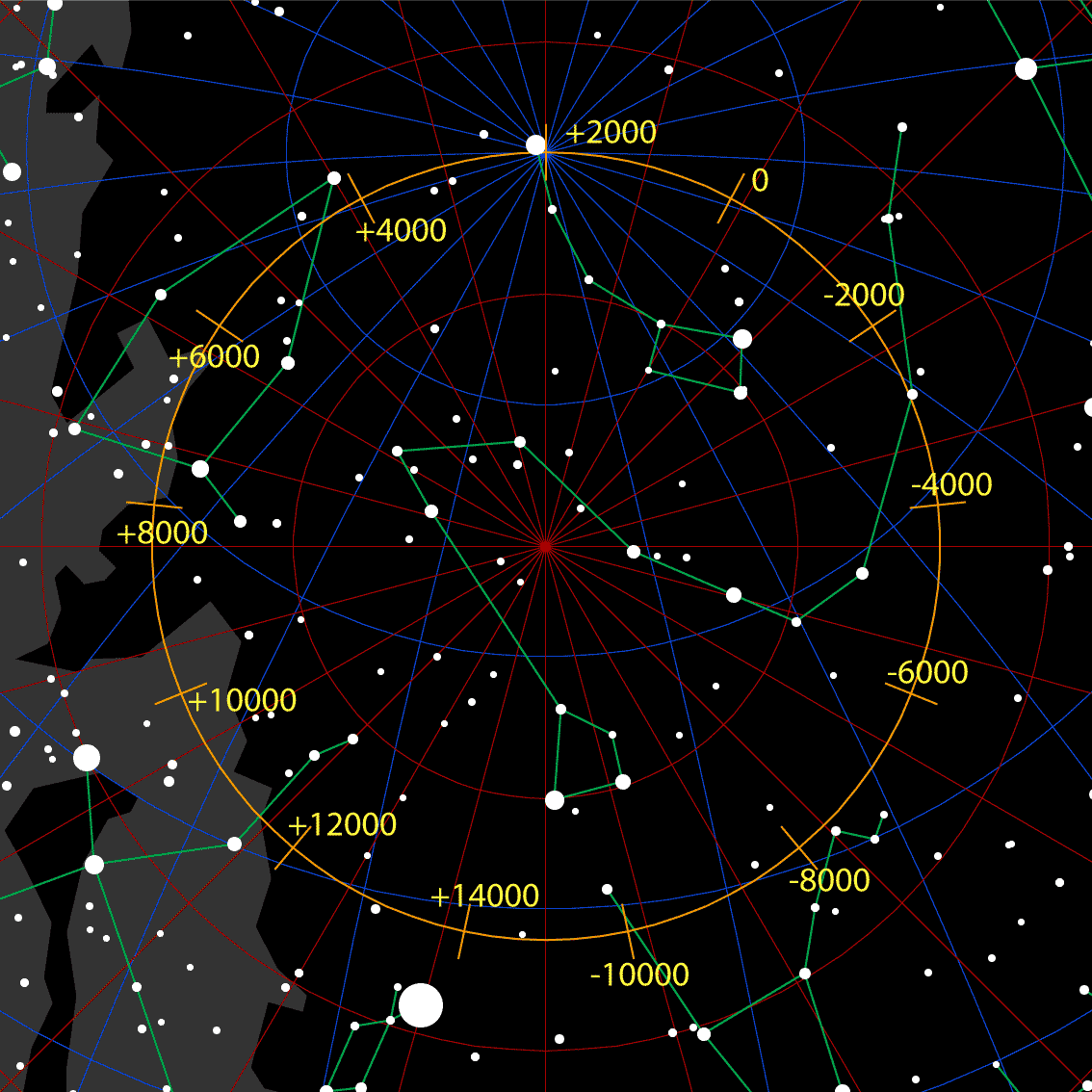
مسیر قطب شمال سماوی، به خاطر حرکت تقدیمی کرهٔ زمین، با تاریخ‌های میلادی نشان‌داده شده روی تصویر.

زمین دور محوری فرضی که از شمال و جنوب کرهٔ زمین می‌گذرد می‌چرخد. این چرخش زمین موجب می‌شود که ما تصور کنیم همهٔ ستاره‌های آسمان حول محوری می‌چرخند (حرکت ظاهری دارند)، که در محل محور گردش آن‌ها ستارهٔ قطبی می‌درخشد؛ ستارهٔ پرنوری که جایش در آسمان ثابت است. دلیل عدم حرکت ظاهری ستارهٔ قطبی این است که این ستاره در امتداد محور چرخش زمین قرار دارد.
- در شب می‌توان به‌وسیلهٔ ستارهٔ قطبی و دب اکبر زمان را تشخیص داد. روش آن در مدخل ساعت ستاره‌ای آمده‌است.
- همچنین توسط ستارهٔ قطبی می‌توان عرض جغرافیایی را تعیین کرد..

## ستاره قطبی شمالی

از آن‌جا که ستاره‌ها به محور ستارهٔ قطبی در آسمان می‌چرخند، ممکن است پیالهٔ دب اکبر و همچنین دیگر صورت‌های فلکی را صحیح یا وارون یا یه کناره ببینید.

در نیم‌کرهٔ شمالی زمین ستارهٔ جُدَی با تقریب بسیار خوبی جهت شمال جغرافیایی را نشان می‌دهد؛ یعنی اگر رو به آن بایستیم، درست به سمت شمال ایستاده‌ایم. برای یافتن ستارهٔ قطبی روش‌های مختلفی وجود دارد:
1. به وسیلهٔ ستاره‌های ملاقه‌ای شکل «دب اکبر» (صورت فلکی هفت برادران): هر گاه دو ستارهٔ پایانی پیالهٔ ملاقه را به هم وصل کنیم، و ۵ برابر فاصلهٔ میان دو ستاره به سمت بالا ادامه دهیم، به ستارهٔ قطبی می‌رسیم.
2. به وسیلهٔ ستاره‌های W شکلِ «ذات‌الکرسی»: هرگاه وسط W را حدود ۵ برابر فاصلهٔ دو ستارهٔ اضلاع آن به سوی بالا ادامه دهیم، به ستارهٔ قطبی می‌رسیم. ذات‌الکرسی نسبت به دب اکبر به ستارهٔ قطبی نزدیک‌تر است، ولی یافتن آن در آسمان مشکل‌تر است.
3. ستارهٔ قطبی، خود آخرین ستارهٔ دستهٔ ملاقهٔ صورت فلکی ملاقه‌ای شکل «دب اصغر» است.

## ستاره قطب جنوبی

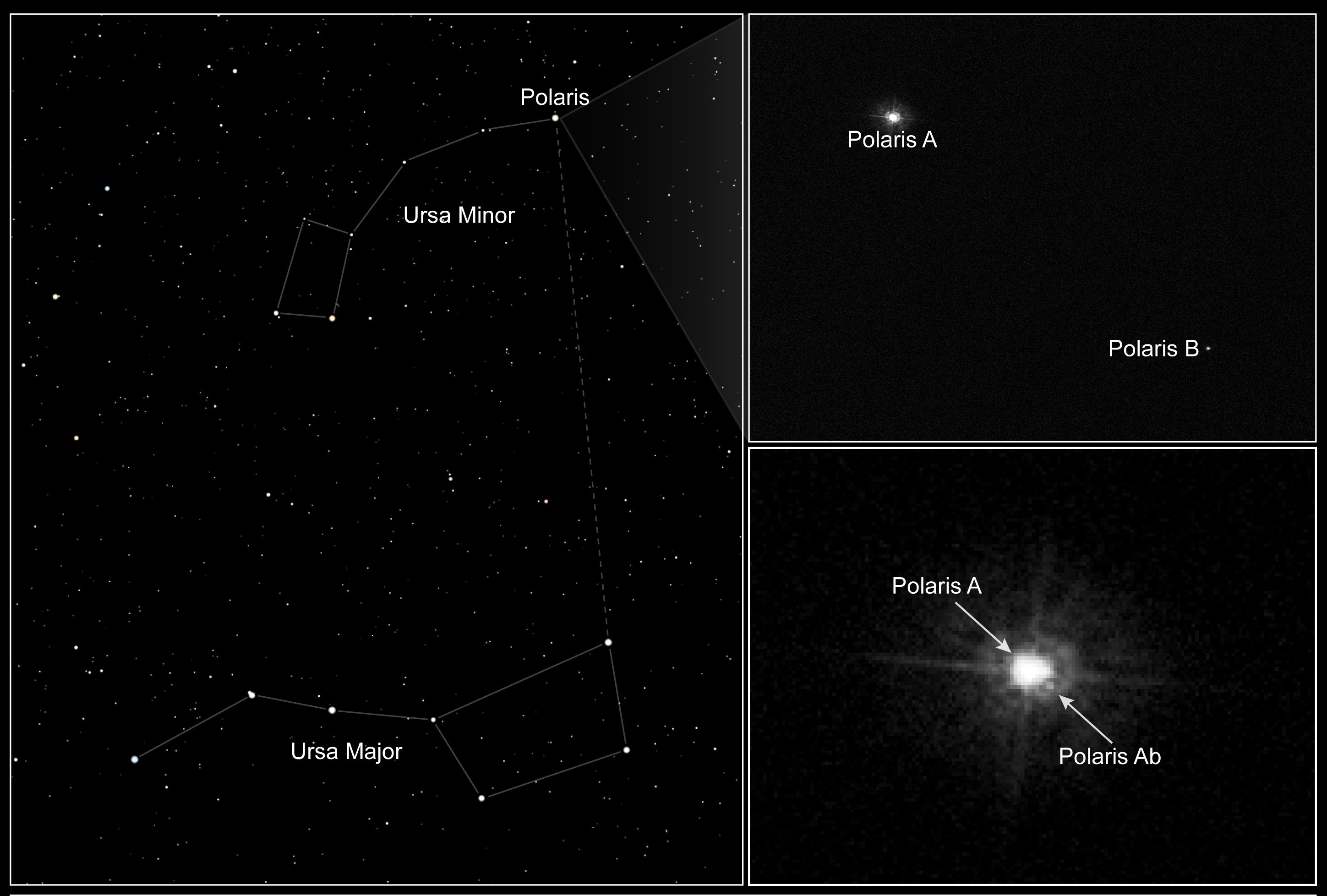
موقعیت یابی ستاره قطبی در آسمان

در حال حاضر هیچ ستاره پرنوری به عنوان ستاره جنوبی، مانند ستاره جدی که به عنوان ستاره شمالی وجود دارد، موجود نیست. سیگما هشتک نزدیک‌ترین ستاره قابل رؤیت با چشم غیرمسلح به قطب جنوب است (با فاصله زاویه‌ای یک درجه از قطب جنوب)، ولی کم‌فروغ بودن آن (با قدر ظاهری حدود ۵٫۵ این ستاره)، آن را از استفاده عملی به عنوان ستاره قطب جنوب خارج می‌سازد.
در روی خط استوا، و اندکی بالا و پایین آن، هم می‌توان ستاره جدی را در آسمان دید، و هم صورت فلکی چلیپا را می‌توان دید.